# Glitch
Il termine glitch (transiente aperiodico) è usato in elettrotecnica per indicare un picco breve e improvviso (non periodico) in una forma d'onda, causato da un errore non prevedibile. Per estensione è usato per indicare un breve difetto del sistema in vari campi di applicazione dell'elettronica.
Si pensa che la parola inglese glitch derivi dal termine tedesco glitschen (slittare) e dalla parola yiddish gletshn (scivolare, pattinare).

## Differenze con gli spike
Il termine spike è (impropriamente) usato nel linguaggio comune per intendere uno sbalzo/picco di tensione o corrente. Il vocabolo però deriva dall'elettrotecnica dove è usato per indicare esattamente un "glitch periodico", cioè un glitch che si ripete in ogni ciclo della forma d'onda.
Le cause di uno spike possono essere: un'interferenza, un loop di terra, l'aliasing, un convertitore A/D economico.

## Audio
Un classico glitch audio è il picco prodotto da un cavo con le saldature che stanno per saltare. Oppure, il suono della puntina di un giradischi che salta sulla traccia, al termine dei dischi in vinile. Quest'ultimo suono può anche essere imitato da una drum machine o generato artificialmente da un software.

## Videogiochi

La città dei numeri in Pokémon Rosso e Blu

Nei videogiochi, un glitch è un comportamento anomalo del software, che permette al giocatore di ottenere dei vantaggi non previsti. Le cause possono derivare da una scelta implementativa di design errata o da un errore di programmazione (noto con il termine "bug"). In questa categoria rientrano il superamento di barriere invalicabili, l'accorciamento imprevisto del percorso in uno scenario (come nel caso di videogiochi celebri, quali Final Fantasy VI e Super Mario 64), la vincita eccessiva di premi per via dell'attivazione facilitata del relativo trigger event, gli errori di visualizzazione grafica per fondali o personaggi, errori nei punti di contatto tra oggetti, irregolarità o sfalsamento dell'audio e altri.
Qualora invece l'anomalia dovesse impedire il corretto svolgimento del gioco, il termine corretto è "bug" e non glitch. Un esempio di bug è l'impossibilità di sbloccare una porta che permetterebbe la prosecuzione del gioco, oppure il congestionamento e rallentamento della grafica (ad esempio dovuto a problemi nel sistema di rendering delle particelle) fino a renderlo ingiocabile.
Il glitch non è però definibile come trucco (o cheat), perché nonostante permetta di aggirare delle restrizioni, i trucchi possono essere messi a disposizione dai programmatori stessi oppure sono applicabili alterando le istruzioni binarie del gioco stesso (attraverso il cosiddetto cracking).
Il "glitching" consiste nella ricerca da parte del videogiocatore di un glitch da sfruttare a proprio vantaggio. Durante la certificazione di qualità, come quella eseguita dai tester, i bug e i glitch devono essere individuati ed elencati in una relazione da inviare ai programmatori.
Il glitch può anche derivare da esplicite scelte di design, come ad esempio in Doki Doki Literature Club! in cui gli improvvisi "malfunzionamenti" nel gioco sono parte preponderante della trama.

## Glitch music
Al vocabolo glitch deve il suo nome il genere musicale glitch. Quest'ultimo infatti è realizzato secondo le teorie dell'estetica dell'errore, usando spesso e ritmicamente errori digitali o analogici registrati o generati.